# Gus Hutchison
Augustus Hutchison, meglio conosciuto come Gus Hutchison (Atlanta, 26 aprile 1937), è un ex pilota automobilistico e imprenditore statunitense.

## Carriera
Vinse il campionato della SCCA Formula A Champion nel 1967, guidando una Lotus 41.
Nel 1970, acquistò una vettura di Formula 1, una Brabham BT26, partecipando al Gran Premio degli Usa dello stesso anno.  Si ritirò dopo 21 giri  per una perdita dal serbatoio.
Quando la Formula A si trasformò nella Formula 5000, Hutchison continuò a competere nei campionati organizzati dalla SCCA, guidando vetture della  Lola e della March.
Dopo il ritiro dalle corse fondò l'azienda Solar Kinetics, con base a Dallas.

## Risultati completi in Formula 1
| 1970 | Scuderia       | Vettura       |  |  |  |  |  |  |  |  |  |  |  |     |  | Punti | Pos. |
| ---- | -------------- | ------------- |  |  |  |  |  |  |  |  |  |  |  | --- |  | ----- | ---- |
| 1970 | Pilota privato | Brabham BT26A |  |  |  |  |  |  |  |  |  |  |  | Rit |  | 0     |      |

| Legenda | 1º posto     | 2º posto | 3º posto    | A punti         | Senza punti/Non class.  | Grassetto – Pole position Corsivo – Giro più veloce |
| Legenda | Squalificato | Ritirato | Non partito | Non qualificato | Solo prove/Terzo pilota | Grassetto – Pole position Corsivo – Giro più veloce |